# Akaciasparv
Akaciasparv (Passer motitensis) är en fågel i familjen sparvfinkar inom ordningen tättingar.

## Utbredning och systematik
Akaciasparven förekommer på torr skogbeklädd savann, och i städer, i södra Afrika. Den mäter 15–16 cm och ser ytligt ut som en stor gråsparv med grå hjässa och nacke och rödbrun ovansida.
Arten delas in i tre underarter:
- Passer motitensis benguellensis – förekommer från södra Angola till Namibia
- Passer motitensis motitensis – förekommer i Botswana och nordcentrala Sydafrika (norra Norra Kapprovinsen och Nordvästprovinsen)
- Passer motitensis subsolanus – förekommer från södra Zimbabwe, nordvästra Swaziland och nordöstra Sydafrika (söderut till norra Fristatsprovinsen)

## Status
Arten har ett stort utbredningsområde och beståndet anses stabilt. Internationella naturvårdsunionen IUCN listar den därför som livskraftig (LC).